# Li Hongzhang
Li Hongzhang (kitajsko: 李鴻章, tudi Li Hung-Chang; 15. februar 1823, Hefei – 7. november 1901, Peking) je bil kitajski politik, general in diplomat v pozni dinastiji Čing.  Bil je eden vodilnih kitajskih državnikov, ki je zastopal Kitajsko v nizu pogajanj ob koncu kitajsko-francoske vojne, kitajsko-japonske vojne in Boksarske vstaje. Veliko prej v svoji karieri je Li pomagal pri zatrtju upora Taiping. Ko je bil imenovan za generalnega guvernerja glavne province, Zhili, je lahko zgradil arzenale, ustanovil vojaško akademijo, vzpostavil dve moderni pomorski bazi, kupil vojne ladje in sprejel druge ukrepe za »samookrepitev«. Zavzemal se je za modernizacijo, a se v tradicionalni Kitajski njegove ideje niso mogle v celoti razviti.

## Biografija

### Zgodnje življenje
Li se je rodil v plemiški družini učenjakov v vasi Quinzhi, 14 kilometrov severovzhodno od osrednjega Hefeija v provinci Anhui na Kitajskem. Leta 1843 je opravil začetni cesarski izpit v prefekturi Lu. Na očetovo željo  je odpotoval v Peking, kjer je do 24. leta opravil še več izpitov in bil sprejet na akademijo Hanlin ter leta 1847 diplomiral. Njegova prepoznavnost se je pričela z sodelovanjem v zatiranju upora Taiping.

### Zatiranje upora Taiping
Decembra 1850  je Družba za Čaščenje Boga (God Worhiping Society, v poenostavljeni kitajščini: 拜上帝会) pod vodstvom Hong Xiuquana začela upor Taiping v provinci Guangxi. Cesar Xianfeng je naročil Lü Xianjiju, levemu podsekretarju za delo, da odpotuje v provinco Anhui in rekrutira civiliste za oblikovanje vojaških enot oz. milic za boj proti upornikom. Lü Xianji je vedel, da je Li seznanjen z lokalnimi razmerami v provinci Anhui, zato je pridobil dovoljenje cesarskega dvora, da Lija pripelje s seboj kot svetovalca in pomočnika. Liju je bilo pozneje ukazano naj ostane v Anhuiju, da bi nadziral milico. Kasneje je postal podrejeni Fujiju, novemu xunfuju (xunfu= veliki koordinator in deželni guverner), ki mu je ukazal, naj nad upornike pošlje čete, ki jih je  Li pogosto vodil osebno. Li je v naslednjem letu od upornikov ponovno zavzel dve okrožji in prefekturo Lu.   
Pozimi 1858 je bil Li poslan v pisarno Zeng Guofana, generalnega guvernerja province Liangjiang, in bil leta 1860  imenovan za poveljnika pomorskih sil v provincah Anhui in Jiangsu, da bi se zoperstavil upornikom. Li je leta 1862 uspel rekruirati dovolj mož, da so ustanovili pet bataljonov. Zeng Guofan mu je ukazal, naj svoje čete pripelje s seboj v Šanghaj, kjer so bili imenovani za vojsko Huai.   
Od leta 1863 do 1864 je Li vodil vojsko Huai, z namenom, da bi ponovno zavzela Suzhou, Changzhou in druga ozemlja, ki so bila pod nadzorom upornikov. Za svoje prispevke je prejel častno imenovanje Veliki zaščitnik prestolonaslednika (太子太保) in cesarski rumeni jopič (simbol časti v dinastiji Čing). Do konca leta 1864 so cesarske sile zatrle upor Taiping. Li je bil nagrajen s plemiškim položajem kot "prvorazredni grof Suyi" (一等肅毅伯) in s privilegijem, da je v klobuku lahko nosil pavje pero z dvojnim očesom, kar je še bil eden izmed simbolov časti.  

### Kot podkralj Zhili
Po zadušitvi upora Taiping leta 1864 je Li za približno dve leti prevzel civilno funkcijo xunfuja province Jiangsu. Med letoma 1865 in 1870 je bil Li močno vključen v različne visoke uradniške  naloge v osrednji, severni in zahodni Kitajski, predvsem za zatiranje drugih uporov.  
Leta 1867 je bil Li imenovan za podkralja Huguanga, kjer je ostal do leta 1870, ko je bil zaradi masakra v Tianjinu  premeščen tja, da bi rešil diplomatsko krizo s Francozi. Sočasno je bil imenovan za podkralja province Zhili in ministra za trgovino. 
Od takrat, ko je postal podkralj regije Zhili in minister za trgovino, do svoje smrti, z nekaj presledki upokojitve, je v veliki meri oblikoval zunanjo politiko imperija Čing.   
Ob koncu kitajsko-francoske vojne leta 1886, je Li sklenil pogodbo s Francozi, ki je nanj naredila vtis, da je treba dinastijo Čing okrepiti. Ko je bil podkralj regije Zhili, je zbral veliko dobro izurjenih in dobro oboroženih sil ter porabil ogromne vsote za utrjevanje Port Arthurja in utrdb Dagu ter za krepitev mornarice.   

### Ustanovitev vojaških akademij
Leta 1885 je Li ustanovil vojaško akademijo Tianjin za usposabljanje kitajskih vojaških častnikov kot del svojih vojaških reform. Potezo je podprl poveljnik vojske Huai Zhou Shengchuan. Akademija naj bi služila častnikom vojske Huai in zelenega standarda. Na akademiji so nemški vojaški častniki v vlogi inštruktorjev poučevali različne praktične, vojaške, matematične in naravoslovne predmete.  Leta 1887 so na akademiji začeli za pet let izvajati še dodaten program za usposabljanje najstnikov za nove vojaške častnike.   

### Prva kitajsko-japonska vojna
Zaradi svoje vidne vloge v kitajski diplomaciji v Koreji in močnih političnih povezav v Mandžuriji, se je Li znašel kot vodja kitajskih sil med prvo kitajsko-japonsko vojno 1894–1895. Poraz Lijevih moderniziranih oboroženih sil s strani Japoncev je spodkopal njegov politični položaj.  
Li je, med praznovanjem 60. rojstnega dne cesarice vdove Cixi leta 1894, prejel privilegij nositi pavje pero s tremi očesi v svojem klobuku. Bil je redka izjema, saj je bilo pavje pero s tremi očesi prej omejeno samo na člane cesarskega klana in simbol velike časti. Ob porazu v vojni z Japonci pa so mu zaradi neuspehov in razočaranja njegovo pero odvzeli. Cesarski dvor Čing je sprva želel poslati Zhang Yinhuana in Shao Youliana  kot svoja predstavnika za pogajanja z Japonci, vendar so ju ti zavrnili. Tako je bil za nalogo izbran Li, ob diplomatskem uspehu pa bi nazaj pridobil svoje pavje pero.   
17. aprila 1895 je Li z Japonci podpisal pogodbo Shimonoseki, ki je končala prvo kitajsko-japonsko vojno. 

### Potovanje po Rusiji, Evropi in Severni Ameriki
Leta 1896 se je Li udeležil kronanja Nikolaja II. v  Ruskem Cesarstvu v imenu imperija Čing in obiskal Evropo, Kanado in Združene Države Amerike.  
Med njegovim obiskom Velike Britanije leta 1896 ga je kraljica Viktorija imenovala za Viteza Velikega križa Kraljevega viktorijanskega redu.  

### Boksarska vstaja in smrt
Leta 1900 je Li ponovno odigral pomembno diplomatsko vlogo pri pogajanjih o poravnavi s silami Zavezništva osmih držav, ki so vdrle v Peking, da bi zatrle Boksarsko vstajo. Njegovo zgodnje stališče je bilo, da cesarstvo Čing s svojo podporo boksarjev dela napako (boksarji = pripadniki protizahodnjaških gibanj na Kitajskem v letih 1899-1900).  
Leta 1901 je bil Li glavni kitajski pogajalec s tujimi silami, ki so zavzele Peking. 7. septembra 1901 je podpisal Boksarski protokol, ki je končal Boksarsko vstajo, in dosegel odhod Zavezništva osmih držav v zameno za velike odškodnine. Izčrpan od pogajanj je umrl zaradi vnetja jeter dva meseca kasneje v templju Xianliang v Pekingu. Cesar Guangxuja je posmrtno odlikoval Lija kot markiza Suyija prvega razreda (一等肅毅候).   

## Ideje
Li se je zavzemal za modernizacijo Kitajske, med drugim za razvoj železnice, in se s svojimi idejami nenehno boril s predsodki konservativnih voditeljev. V izražanju svojih zahtev za reforme je bil pogosto sam in zaradi tega je trpel njegov ogled. 
V znamenitem intervjuju, ki ga je 3. septembra 1896 objavil The New York Times, so Lija vprašali o  primerjavi med časopisi na Kitajskem ter  časopisi v ZDA in Evropi v tistem času. Odgovoril je, da uredniki na Kitajskem povejo le del resnice. Izrazil je tudi svoje nestrinjanje s tem in podprl idejo časopisa, ki je obstajala drugod. 
V ZDA je bil Li priljubljen zaradi svoje naklonjenosti  tujim, predvsem zahodnjaškim, idejam. Medtem pa so kitajski nacionalisti kritizirali njegove odnose z Japonsko in zahodnimi silami. 

## Dela
- Trade Charter Precedents Collection (通商約章成案彙編 1886) (Zbirka precedensev trgovinske listine)